# Libellula lydia
Libellula lydia ist eine in Nordamerika weitverbreitete Libellenart der Familie der Segellibellen.

## Merkmale

### Bau der Imago

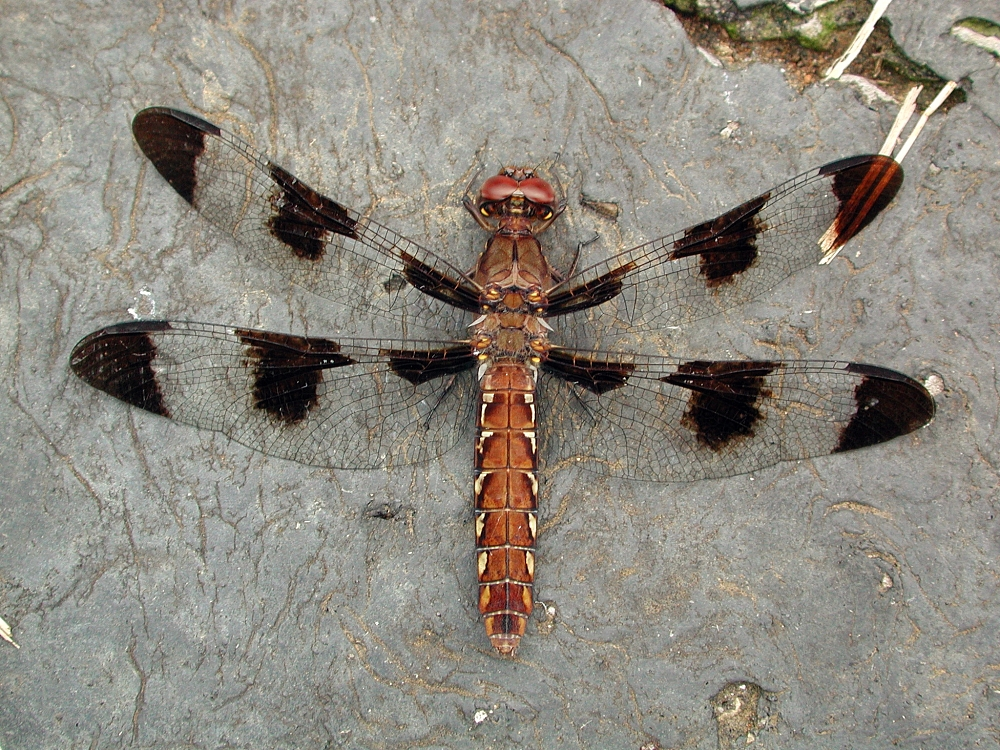
Weibchen

Der Thorax des Männchens ist ungefähr 5 cm lang und weiß. Im Kontrast dazu sind auf den sonst durchsichtigen Flügeln ähnlich wie bei der Erythrodiplax umbrata bräunlich-schwarze Markungen. Weibchen haben einen braunen Körper mit ein paar weißen Tupfern und sind somit unauffälliger.

### Bau der Larven
Die Larven sind dunkelgrün oder braun, werden aber meist mit Algen bedeckt gefunden.

## Ernährung
Die Libellula lydia ernährt sich wie die meisten Libellen von Moskitos und anderen kleinen Fluginsekten, welche über Teichen, Marschland und langsam fließenden Bächen fliegen.
Die Larven ernähren sich vorzugsweise von im Wasser lebenden wirbellosen Tieren wie Larven von Eintagsfliegen und Flohkrebsen. Aber auch Kaulquappen und Elritze stehen auf ihrem Speiseplan.

## Flugzeiten
Die Flugzeiten variieren ein bisschen mit dem Verbreitungsgebiet. Zum Beispiel sind die Imagines in Kalifornien von April bis September aktiv.

## Systematik
Einige Stellen ordnen die Libellula lydia der Gattung Plathemis statt Libellula zu. Dies wird bereits seit dem Ende des 19. Jahrhunderts diskutiert. Neuere genetische Methoden stützen die These, dass eine Abspaltung der L. lydia von den restlichen Libellula sinnvoll ist.

## Wissenschaftliche Namen
Die erste Beschreibung der Art lieferte Drury im Jahre 1773 bereits unter dem heutigen Namen. Im gleichen Jahr beschrieb de Geer ein männliches Tier aus Nordamerika, das sich heute in der Winthem’s Collection befindet als Libellula trimaculata. Fabricius steuerte 1793 eine weitere Beschreibung unter dem Namen Libellula serra bei. 1889 beschrieb William Forsell Kirby ein Exemplar als Plathemis lydia, welches er auch als Generotyp der Gattung Plathemis verwandte. Kirby war es auch der 1890 die Synonymität der Beschreibungen erkannte.

## Schutzstatus

Der Schutzstatus von Libellula lydia in den Bundesstaaten der USA und Kanadas

Libellula lydia hat weltweit den Schutzstatus G5, womit sie als in hohen Zahlen vorkommende, sehr weit verbreitete und ungefährdete Art eingestuft wird. Diesen Status erhielt sie am 30. Dezember 1985. In den USA und Kanada hat sie den national äquivalenten Schutzstatus N5. Auch auf der Ebene vieler Bundesstaaten in den USA und Kanada wurde ein Schutzstatus vergeben. Diese sind in der Graphik rechts dargestellt.